# Buk na hřbitově v Brušperku
Buk na hřbitově v Brušperku, nazývaný také Červenolistý buk v Brušperku, je solitérní památný strom – buk lesní červenolistý (Fagus sylvatica Atropunicea). Roste uprostřed hřbitova ve městě Brušperk v okrese Frýdek-Místek v Moravskoslezském kraji v pohoří Podbeskydská pahorkatina na Moravě.

## Historie a popis
Buk na hřbitově v Brušperku dominuje brušperskému hřbitovu. Je to pozůstatek posledního buku na hřbitově, který se nalézá ve výšce 281 m n. m. Zdravotní stav stromu je dobrý. Dendrometrie stromu není nijak výjimečná, přesto především vyniká jeho široká koruna. Důvodem ochrany stromu je jeho krajinná estetická hodnota a strom je v dobrém zdravotním stromu.
| Dendrologické údaje           |                                                     |
| Výška stromu:                 | 16 m                                                |
| Obvod kmene ve výčetní výšce: | 3,45 m                                              |
| Ochranné pásmo stromu:        | kruh o poloměru 10× průměru kmene ve výčetní výšce. |
| Stáří stromu                  | asi 170 let k roku 2023                             |
| Datum prvního vyhlášení:      | 1. července 1991                                    |

## Další informace
Buk je celoročně volně přístupný.

## Galerie

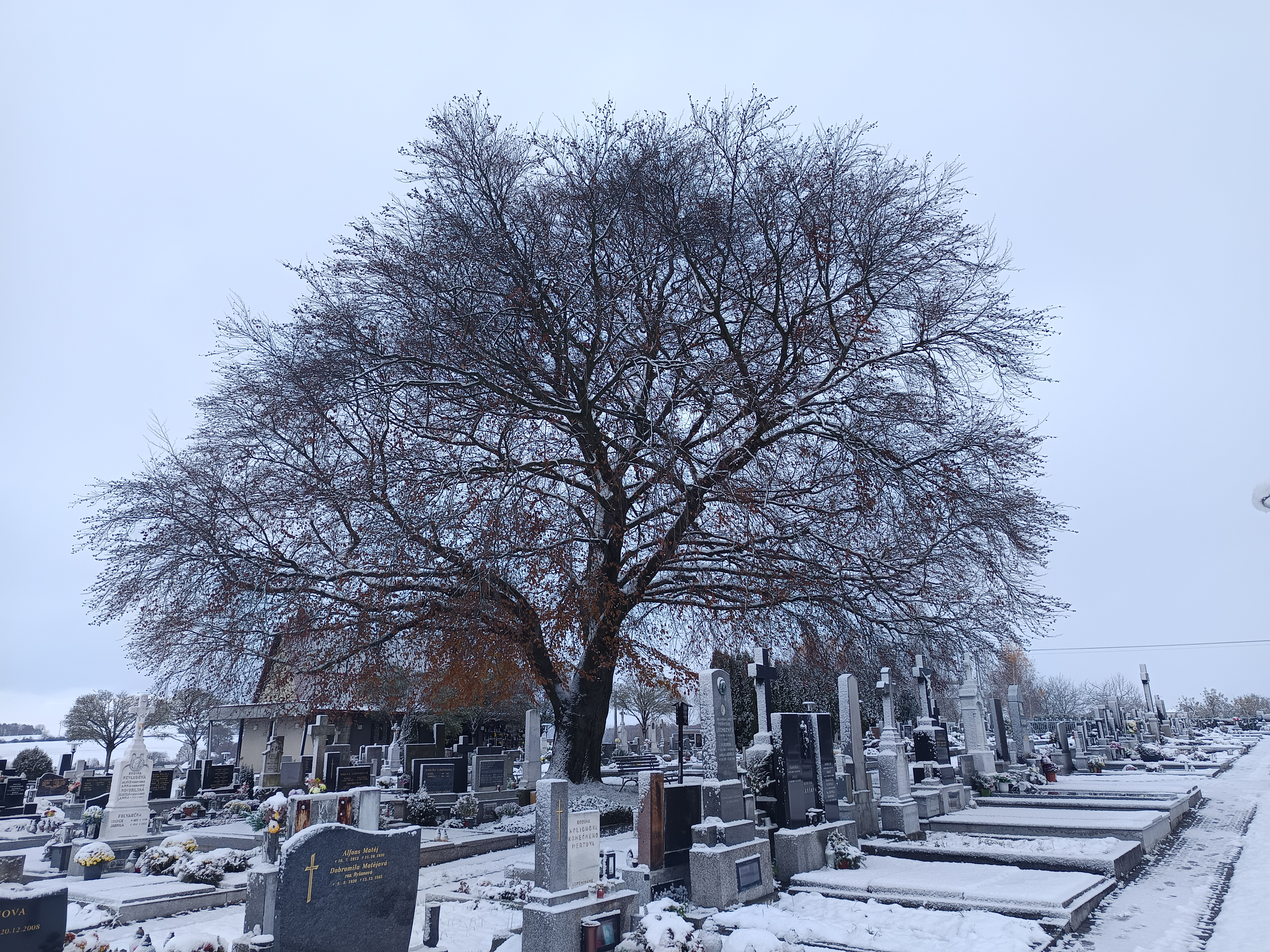
Listopad 2024
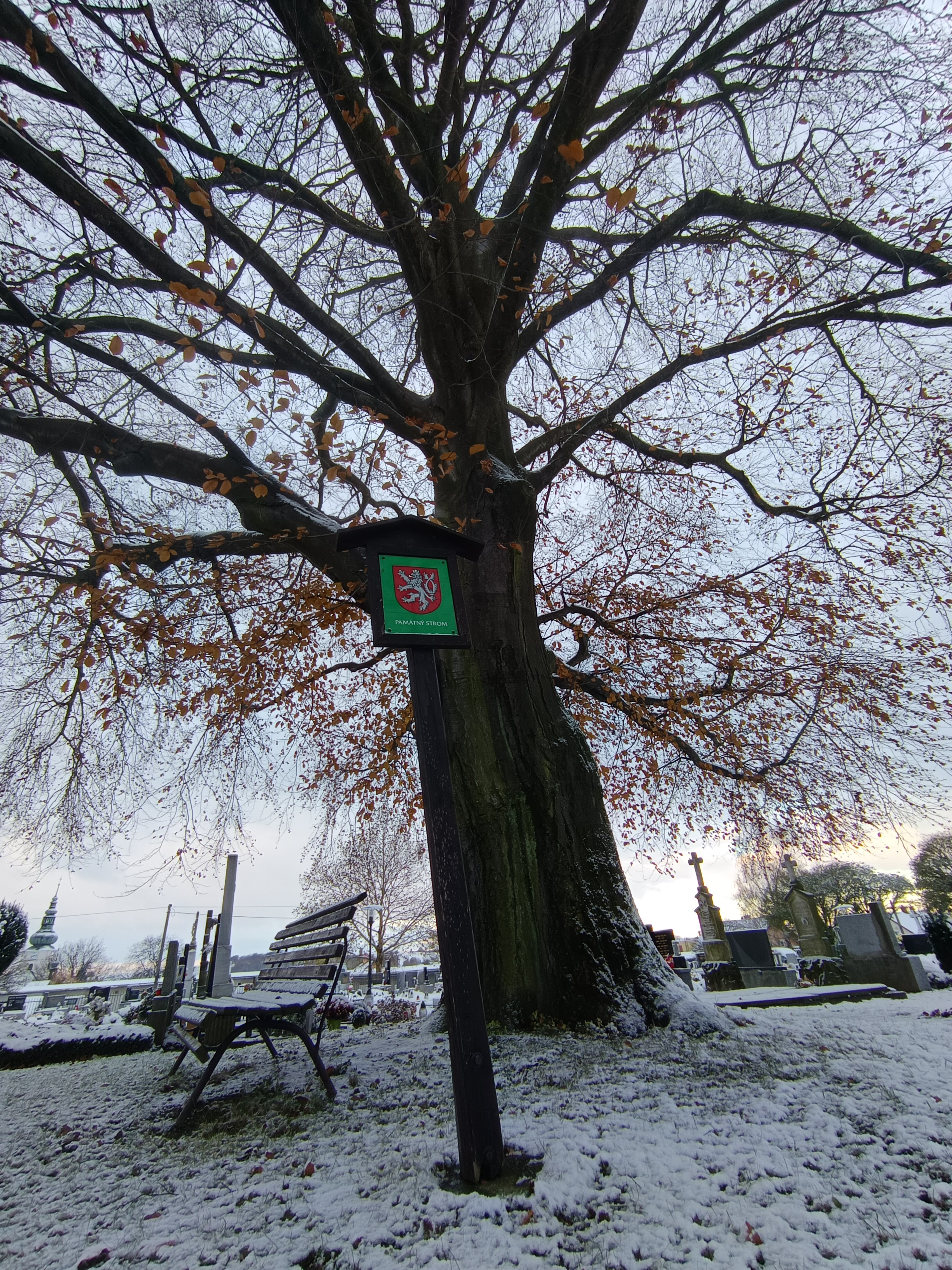
Listopad 2024